# Xã Whitewater, Quận Bollinger, Missouri
Xã Whitewater (tiếng Anh: Whitewater Township) là một xã thuộc quận Bollinger, tiểu bang Missouri, Hoa Kỳ. Năm 2010, dân số của xã này là 1.029 người.